# Saint-Gein
Saint-Gein – miejscowość i gmina we Francji, w regionie Nowa Akwitania, w departamencie Landy.
Według danych na rok 1990 gminę zamieszkiwało 426 osób, a gęstość zaludnienia wynosiła 24 osób/km² (wśród 2290 gmin Akwitanii Saint-Gein plasuje się na 770. miejscu pod względem liczby ludności, natomiast pod względem powierzchni na miejscu 623.).